# Guillaume Pousaz
Guillaume Pousaz, né en 1981 ou 1982, est un entrepreneur suisse.
Fondateur de la société de paiement en ligne Checkout.com (en), il est en 2024 le plus jeune milliardaire suisse.

## Biographie
Guillaume Pousaz naît en 1981 ou 1982. Il grandit à Genève.
Il entame des études de mathématiques de l'ingénierie à l'École polytechnique fédérale de Lausanne, puis étudie l'économie à la Faculté des hautes études commerciales de l'Université de Lausanne. Après avoir échoué à ses examens finaux, il voyage quatre mois en Californie et s'installe à Los Angeles, où il est employé par une entreprise financière début 2006,. 
Il quitte son emploi en 2008 pour créer avec un associé un site de paiement en ligne, Net Merchant, sis à Singapour, suivi en 2009 par Opus Payments au Royaume-Uni, devenu Checkout.com (en) vers 2012,. L'entreprise acquiert son premier grand client Dealexterme, un site en ligne chinois de vente d'accessoires, 2011, ce qui lui permet de rentrer dans les chiffres noirs. Grâce à des partenariats conclus avec les chinois Alipay et WeChat, elle devient le plus grand acteur de son secteur d'activités. Elle comptait notamment Netflix, Pizza Hut, Siemens, Sony, Klarna, Revolut et Coinbase parmi ses clients en 2022.
Guillaume Pousaz fonde par ailleurs en 2021 une société de gestion de son patrimoine, du nom de Zinal Growth, qui investit dans les jeunes entreprises à fort potentiel de croissance du domaine des technologies financières. Il a également créé avec sa femme une fondation caritative, Pousaz Philanthropies, qui apporte son soutien à la formation des enfants dans le monde.
Selon le magazine Forbes, Guillaume Pousaz possédait en 2022 la plus grande fortune d’Europe issue des technologies de l'information et de la communication,, évaluée à 23 milliards de dollars en 2022.
Il est marié à Laure Pousaz et père de trois enfants. Il a successivement été résident de Dubaï en 2014, du Royaume-Uni en 2023 puis de Monaco à partir de 2025.